# Senegalia striata
Senegalia striata là một loài thực vật có hoa trong họ Đậu. Loài này được (Humb. & Bonpl. ex Willd.) Pittier miêu tả khoa học đầu tiên năm 1939.